# VX Большой Медведицы
VX Большой Медведицы (лат. VX Ursae Majoris) — одиночная переменная звезда в созвездии Большой Медведицы на расстоянии (вычисленном из значения параллакса) приблизительно 3367 световых лет (около 1032 парсеков) от Солнца. Видимая звёздная величина звезды — от более +14,5m до +11,7m.

## Характеристики
VX Большой Медведицы — красная пульсирующая переменная звезда, мирида (M) спектрального класса M8e или M6.